# الفجوة بين الأجيال
الفجوة بين الأجيال أو الفجوة الجيلية هي اختلاف آراء جيل عن جيل آخر فيما يخص المعتقدات أو السياسات أو القيم، أما اليوم فقد يستخدم مصطلح «الفجوة الجيلية» ليشار إلى الفجوة المحسوسة بين الشباب وآبائهم أو أجدادهم.
يحدث التصادم والاختلاف بالآراء بين الأجيال بسبب معدل التغيير المتسارع في المجتمع، فالتصادم الاجتماعي بين الآباء والأبناء مشكلة بمعظم الدول؛ الأبناء غاضبون من آبائهم، والآباء متعصبون على أبنائهم، الأبناء يتهمون الأهل بأنهم متأخرون عن إيقاع العصر ويصفونهم بالمتزمتين والمتشددين، بينما الآباء يتهمون الأبناء بأنهم لا يحترمون القيم والعادات والتقاليد.
يعيش أبناء القرن الحادي والعشرين في المجتمع بشكل يختلف عن الواقع الذي عرفه آباؤهم وأجدادهم، وهذا الاختلاف في الواقع اليومي يخلق نوعًا من الفجوة بين الأجيال، فنجد أن التحولات التي طرأت على المجتمعات خلال هذه الفترة الحالية، من تطور تكنولوجي وإعلامي، أدت بشكل كبير إلى تصادم بين الجيلين أي جيل الآباء وجيل الأبناء، وقد زاد من تعمق الهوة بين جيل محافظ متمسك بثقافته وعاداته وتقاليده القديمة، وبين جيل نشأ في ظروف حياتية مختلفة عن الأجيال السابقة والتواصل بين الأفراد من خلال شبكات النت، وكثرة الأسفار. كما أن أغلب الآباء محافظون ومتمسكون بالجذور والقيم القديمة التي نشأوا عليها، ويواجهون صعوبة كبيرة في مواكبة التقنيات الحديثة التي اعتاد عليها جيل الألفية، بسبب الفجوات بين الأجيال. مثلاً كان الشخص في الماضي يقضي وقته في قراءة الصحف والمجلات والكتب، أما في الوقت الحالي فنجد الشاب يقضي أوقاته في المنزل وحتى خارج المنزل في التنقل بين وسائل التواصل الاجتماعي المختلفة، لا يجني سوى الثرثرة، وإن قرأ معلومة يقرأها بصورة باهتة.
وتفوّقت الأجيال الحالية على جيل الآباء والأجداد في استخدام التكنولوجيا، مثلًا نرى الطفل وهو يشرح للبالغ من الآباء أو الأجداد كيفية استخدام الموبايل والكمبيوتر، وقد ينتابه الغرور الذي يدمره بدرجه أن لا يستمع لنصائح الكبار، ويظن الشاب ويملأ الغرور الطفل بأنه الأكثر معرفة وخبرة ودراية في الحياة من الأجيال السابقة، ما يجعله لا يستمع لنصائح الكبار كما يجب.
لكن لو أن كل أسرة أخذت تُنمّي العلم والمعارف والسلوك الحسن من المهد حتى سن الخامسة عشرة، فينشأ الشاب على احترام الآخر، على النجاح والتقدم في حياته، لكن لو تخطى عشر السنوات دون مراعاة الأسرة له، فمن الصعب أن يُلجم عن الخطأ بعد ذلك، وسينتابه الغرور الذي يُدمّره، وتُزرع أمور البلطجة في روحه ودمه ويعامل الكبار بعدم اكتراث، ولا يعطي لأحد أهمية، نتيجة الفوضى والإهمال في تربيته من الصغر، يضيع في الحياة ويُصبح طريد العدالة، فالتقدم التكنولوجي ليس فيه عيب أو خطأ طالما يقدم من خلاله شيء لا يغضب الله

## تاريخه
لاحظ العالم الاجتماعي كارل مانهايم أن اختلافات الأجيال تكون في انتقالهم من مرحلة مرحلة البلوغ إلى مرحلة الشباب، وقد درس علماء الاجتماع الطرق التي تفرق الأجيال عن بعضها البعض ليس فقط في المنزل بل في المناسبات الاجتماعية أو في الأماكن الاجتماعية (كالكنائس والنوادي، ويقصد أيضاً «مراكز لكبار السن» و «مراكز للشباب»).
وظهرت النظرية الاجتماعية للفجوة بين الأجيال في عام 1960 عندما بدأ الجيل الجديد (المعروف لاحقاً بفترة طفرة المواليد) بمعارضة جميع معتقدات ابائهم السابقة من حيث الموسيقى والقيم والآراء الحكومية والسياسية، وقد أشار علماء الاجتماع اليوم إلى «الفجوة بين الأجيال» بالتفرقة الناتجة عن عمر الشخص، فقسم علماء الاجتماع فترة الحياة إلى ثلاثة مستويات: الطفولة ومنتصف العمر وسن التقاعد، وعادة عندما تمارس الفئات العمرية أي من هذه النشاطات الرئيسية، ينعزل كل جيل جسدياً عن الجيل الآخر مع التفاعل القليل بسبب الحواجز العمرية باستثناء الأسر النووية.

## الفجوات الجيلية التمييزية
هناك العديد من الطرق للتفرقة بين الأجيال، فعلى سبيل المثال الأسماء التي أعطيت لأجيال رئيسية (طفرة المواليد، جيل X...إلخ) وضع كل جيل اتجاهاته وتأثيره الثقافي الخاص به.

### استخدام اللغة
يمكن أن تتميز الأجيال بطريقة استخدامهم للغة بشكل مختلف، فقد أنشأت الفجوة بين الأجيال فجوة مماثلة لها ولكن في اللغة والتي يمكن أن تصعب التواصل وهذه المشكلة هي إحدى المشاكل الواضحة في المجتمع، لذا يصبح التواصل اليومي في المنزل ومكان العمل والمدارس أمر صعب، فقد تسعى الأجيال الجديدة لإظهار أنفسهم كشيء بغض النظر عن العمر، ويتبنون لغة مميزة وعامية جديدة تسمح بإنشاء الجيل معنى الفصل عن الجيل السابق، وهذه الفجوة الظاهرة بين الأجيال يمكننا رؤيتها كل يوم، «رمز الرجل الأكثر أهمية هو لغته ومن خلالها تظهر حقيقته».

#### اللغة العامية
اللغة العامية هي تغير دائم لمجموعة من الكلمات أو العبارات العامية التي يستخدمها المتحدثون لإنشاء أو لتعزيز الهوية الاجتماعية أو للتماسك في المجموعة أو مع اتجاهٍ في المجتمع ككل، فكل جيل من الأجيال المتعاقبة في المجتمع يصارع لإنشاء هويته الفريدة الخاصة به من بين سابقيته ويمكن تحديد الفجوة الجيلية التي تُؤثر تأثيراً كبيراً على التغير والتكيف المستمرين في اللغة العامية، وتعتبر اللغة العامية غالباً كلهجة سريعة الزوال وتتطلب كلمات جديدة ثابتة لتلبية المتطلبات سريعة التغير في الخصائص، بينما تحافظ معظم المصطلحات العامية على مدة شعبية وجيزة، وتقدم اللغة العامية ستار عامي سريع ومتاح بسهولة لإنشاء الفجوة الجيلية وحفظها في المحتوى الاجتماعي.

#### التأثيرات التكنولوجية
يُنشئ كل جيل لغة عامية جديدة ولكن مع التطور التكنولوجي اتسع مفهوم الفجوات بين الأجيال القديمة والأجيال الحديثة، فعلى سبيل المثال "يعني مصطلح 'مهارات التواصل' الكتابة والتحدث بشكل رسمي للموظف المتقدم بالعمر، بينما قد يعني المصطلح نفسه للموظف العشريني البريد الإلكتروني والمرسال الفوري" فهي تعني في عصرنا هذا محادثات خاصة ومتعددة لدى كل شخص تكون في الهواتف المحمولة والرسائل النصية، فقد طور "مستخدمي الهاتف" شكل اللغة العامية والكتابة بلغة غير مألوفة وهما غالباً ليستا خارج إطار التكنلوجيا الذكية، ويعتمد استخدام الأطفال المتزايد للأجهزة التكنولوجية الشخصية كالهواتف المحمولة للتعريف بأنفسهم وإنشاء بيئة اجتماعية بعيدة عن أسرهم وتغيير طريقة تواصلهم مع ابائهم، فقد شجعت الهواتف المحمولة والمرسال الفوري والبريد الإلكتروني المستخدمين الشباب لإنشاء ابداعاتهم وميولهم ولغتهم الكتابية الخاصة بهم التي أعطتهم فرصة جوهرية غير متوقعة، فقد أصبحوا على تواصل أكثر من ما مضى ولكن ابتعدوا كثيراً عن الاستقلالية، فعلى وجه الخصوص أصبحت الرسائل النصية لهذا الجيل غير مستخدمة".
أما المهارات اللغوية كالاختزال - النظام الاختزالي المتداول خلال القرن العشرين- فهي قدمت لنا اختراعات تكنولوجية بين الأجيال بمهارات قديمة، فاستخدمت الأجيال السابقة طريقة الاختزال لتكون قادرة على تدوين الملاحظات والكتابة بسرعة باستخدام الرموز المختصرة بدلاً من كتابة كل كلمة، ولكن لم يعد مع التكنولوجيا ولوحات المفاتيح والأجيال الجديد الحاجة لمهارات التواصل القديمة كاختزال جريج، فقبل أكثر من 20 سنة دُرست المهارات اللغوية كالدروس الاختزالية في العديد من المدارس الثانوية، أما الآن فالطلاب نادراً ما يسمعون أو حتى يرون هذه الأشكال.
```
بقيت الرحلات لكل مرحلة عمرية كما هي على مر التاريخ، فقد تشارك جميعهم بزيارة نفس المعالم الجوهرية في سفرهم من مرحلة الطفولة وفي منتصف العمر إلى سن التقاعد، فبالرغم من بقاء الطُرق نفسها -أي الذهاب إلى المدرسة والزواج وزيادة عدد أفراد العائلة والتقاعد – إلا أن الرحلة في الواقع تختلف ليس فقط مع كل شخص ولكن مع كل جيل جديد، فعلى سبيل المثال مع مرور الوقت ستكون التكنولوجيا معروفة للأشخاص الأصغر فالأصغر سناً، فعندما أدخل جيل طفرة المواليد الأتاري وألعاب الفيديو إلى ابائهم، درس جيل يار ابائهم على كيفية استخدام مسجلات الفيديو الرقمية والهواتف المحمولة ووسائل التواصل الاجتماعي، لذلك هناك فرق شاسع بين جيل يار وجيل طفرة المواليد عندما يتعلق الأمر بالتكنولوجيا، فقد أجرت مؤسسة النوم الوطنية عام 2011 استفتاء يركز على النوم واستخدام التكنولوجيا، 95% من الاستفتاءات أجازت استخدام بعض أشكال التكنولوجيا في آخر ساعة من الليل قبل الخلود إلى النوم، وأجرى ميشيل قراديزر دكتور جامعة فلندر في أستراليا استفتاء وأبحاث متعلقة بهذا الأمر، وقارن الدكتور قراديزر الاختلاف بين أنماط النوم لدى هؤلاء الذين يشاهدون التلفاز أو يسمعون الموسيقى قبل وقت النوم والذين يستخدمون الهواتف المحمولة وألعاب الفيديو والإنترنت.
```

فقد لاحظت الدراسة أنه تتراوح أعمار جيل طفرة المواليد من (46- 64) وجيل اكس من (30-45) وجيل واي من (29-19) وجيل زيد من (13-18)، وقد أظهرت البحوث المتوقعة أن الفجوات الجيلية تختلف باختلاف نوع التكنولوجيا المستخدمة، وظهرت فجوة كبيرة بين مستخدمي الرسائل النصية ومستخدمي الهواتف للتحدث، فقد اعترف 56% من جيل زيد و42% من جيل واي بإرسالهم الرسائل النصية واستقبالها وقراءتها كل يوم ساعة واحدة قبل وقت النوم مقارنة مع 15% فقط من جيل اكس و 5% من جيل طفرة المواليد، فمن المحتمل أن 67% من جيل طفرة المواليد أكثر مشاهدة للتلفاز في آخر ساعة قبل وقت النوم مقارنة مع 49% من جيل واي، عندما سُئلوا عن استخدام الكمبيوتر أو الإنترنت في آخر ساعة قبل وقت النوم أوضحت هذه الاستفتاءات بأن 67% يستخدمون الكمبيوتر «لبضع ساعات في الأسبوع» وذكرت أن 55% من جيل زيد «يتصفحون الإنترنت» كل يوم قبل النوم.

#### لغة السمسرة
تتعلق هذه الظاهرة باللغة وتعمل على تعريف ما يحدث من فجوة جيلية داخل الأسر التي لديها أجيال مختلفة يتحدثون لغات عدة ولكنها أساسية، ولإيجاد معنى للتواصل داخل المنزل انشغل العديد منهم بممارسة لغة السمسرة التي تشير إلى «تفسير وترجمة الأشخاص الذين يمارسون لغتين بدون تدريب خاص للمواقف اليومية»، ففي الأسر المهاجرة يتحدث الجيل الأول بلغتهم الأم أولاً، أما الجيل الثاني يتحدثون أولاً بلغة الدولة التي يعيشون فيها بينما بقيت اللغة الأكثر طلاقة لديهم هي لغة ابائهم، أما الجيل الثالث يتحدثون أولاً بلغة الدولة التي ولدوا فيها بينما يتحدث القليل منهم بلغة أجدادهم الأصلية، يعمل أفراد الجيل الثاني كمترجمين ليس فقط مع الأشخاص خارج المنزل بل داخلة أيضاً، بالإضافة إلى يكافحون الانقسامات والخلافات الجيلية بسبب التواصل اللغوي.
وعلاوة على ذلك، تستخدم بعض الأسر المهاجرة والمجتمعات أيضاً لغة السمسرة لضم الأطفال مع مساعي الأسرة والمجتمع المدني، فيصبح دمج الطفل مهم جداً لتشكيل الروابط بين المجتمعات المهاجرة الجديدة والثقافة السائدة والأشكال الجديدة من الأنظمة البيروقراطية، بالإضافة إلى أنها تقدم للطفل التطور عن طريق تعلمها والاستمرار فيها.

#### السلوكيات في مكان العمل
ذكرت الولايات المتحدة الأمريكية اليوم «أن الأجيال الحديثة قد أدخلت مكان العمل في مواجهة مع التغير السكاني ومع ازدياد أماكن العمل المتعدد للأجيال»، كما أظهرت العديد من الدراسات المشاركة أنه يمكن أن تختلف الاهتمامات المشتركة للفجوة الجيلية بشكل كبير عن طريق الأفراد المتزايدون في أماكن العمل المتعدد للأجيال، فعلى سبيل المثال يرغب سبعة وخمسون بالمئة من جيل الألفية بنظرة جدية لعرض عمل على شركة أخرى ويبحث 47% فعلياً على وظيفة جديدة، وعلى نقيض ذلك يرغب 20% فقط من العمّال الناضجين الاهتمامات الوظيفية ويبحث 12% فقط فعلياً على وظيفة جديدة، فقد قال تسعة وخمسون بالمئة من جيل الألفية أن الركود السلبي أثر على خطط وظائفهم، بينما 35% من العّمال الناضجين يشعرون بنفس الطريقة، ولكن بحسب ما ذكرته الدراسات المشاركة يتشارك العّمال الناضجين وعمّال الجيل الجديد بنفس المواضيع التي تخص الفجوة الجيلية، فقد تتداخل أراءهم حول مرونة ساعات وترتيبات العمل والترقيات والمكافآت وأهمية إجادة استخدام الكمبيوتر والقيادة، بالإضافة إلى أنه معظم جيل الألفية والعّمال الناضجين يستمتعون بذهابهم للعمل كل يوم ويشعرون بالإلهام لبذل قصارى جهدهم.

### الوعي الجيلي
الوعي الجيلي هي طريقة أخرى للتمييز بين الأجيال التي عملت بنظرية العالم الاجتماعي كارل مانهايم، فالوعي الجيلي هو ادراك مجموعة من الأشخاص تواجدهم بين مجموعة مختلفة يمكن تمييزها عن طريق القيم والاهتمامات المشتركة، ويمكن أن يجلب التغير الاجتماعي والاقتصادي والسياسي الوعي بالاهتمامات والقيم المشتركة للأفراد الجيل الواحد الذين لديهم تجربة حول هذه الأحداث مع بعضها البعض فبالتالي تشكل لدينا وعي جيلي، ويمكن أن تؤثر هذه الأنواع من التجارب على نمو الفرد في سن صغير، وتمكنه من البدء بصنع تفسيرات خاصة به عن العالم استناداً بالمواجهات الشخصية التي تضعه بعيداً عن الأجيالٍ الأخرى.

### التعايش بين الأجيال
«بحسب ما ذكرته الأكاديمية الوطنية للعلوم في الولايات المتحدة الأمريكية عام 2012 أن العزلة الاجتماعية والوحدة لدى الرجال والنساء الأكبر سناً ترتبط مع تزايد معدل الوفيات»، فالتعايش بين الأجيال هي الطريقة التي بدأت تُستخدم حالياً في جميع أنحاء العالم كوسيلة للقضاء على مثل هذه المشاعر، فقد صرح دار الرعاية في ديفينتير أن هولندا طورت البرنامج حيث وفر طلاب الجامعات المحلية شقق صغيرة وبدون إيجار لمنشأة دار الرعاية، ففي المقابل تطوع الطلاب لقضاء وقت لا يقل عن 30 ساعة في الشهر مع كبار السن، فسيشاهد الطلاب الرياضات مع كبار السن ويحتفلون معهم بأعياد الميلاد وسيظلون معهم أثناء المرض وأوقات الشدة، وقد وضُعت برامج تعود إلى منتصف القرن التاسع عشر في برشلونة في اسبانيا تشبه البرنامج الهولندي، ففي البرنامج الإسباني وضع الطلاب هدف مماثل لجعل منازل كبار السن رخيصة أو بدون إيجار في مقابل مرافقتهم، فقد انتشر هذا البرنامج بسرعة في 27 مدينة أخرى في أرجاء اسبانيا ويمكن أن توجد برامج مشابهة لهذا البرنامج في ليون وفرنسا وكليفلاند واوهايو.

### الخصائص السكانية

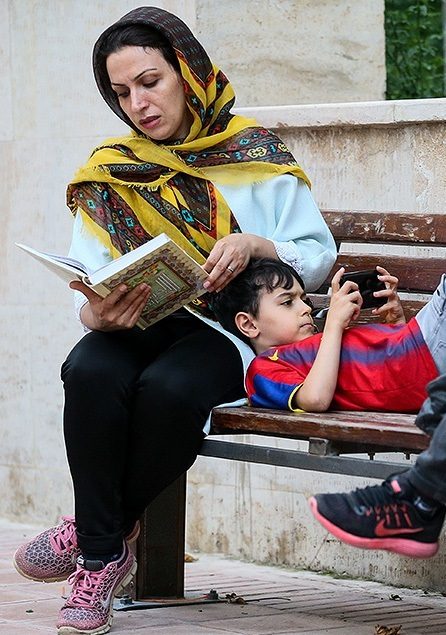

ولكي يفهم علماء الاجتماع انتقال الأطفال لمرحلة البلوغ في مختلف الفجوات الجيلية، قارنوا الجيل الحالي بالجيلين المتقدم والقديم بنفس الوقت، لا يعمل كل جيل بتجربة طرقهم الخاصة في النضج العقلي والجسدي، ولكنهم خلقوا جوانب جديدة للذهاب إلى المدرسة وبناء منزل جديدة والبدء بتكوين أسرة وانشاء خصائص سكانية جديدة، فقد تعلق الاختلاف في الخصائص السكانية بالقيم والتصرفات والسلوك بين جيلين اعتادا على إنشاء لمحة موجزة عن جيل جديد من الشباب.
وبعد النجاح الاقتصادي المزدهر الذي نتج من الحرب العالمية الثانية، ارتفع عدد السكان الأمريكيين بين سنتي 1946-1964والتي سمي فيها الجيل الأمريكي «بجيل طفرة المواليد»، أما اليوم فقد يحتفل جيل طفرة المواليد باليوم الخامس والستين من يوم ميلادهم، وفي العقدين القادمين سيزيد عدد المواطنين الأمريكيين الكبار في السن أضعافاً مضاعفة بسبب السكان الذين ولدوا خلال السنتين 1964و 1946، ولكن تنمو الفجوة الجيلية بين جيل طفرة المواليد والأجيال المتقدمة بسبب وجود سكان جيل طفرة المواليد بعد الحرب، وهناك اختلاف كبير في الخصائص السكانية بين أجيال طفرة المواليد والأجيال القديمة حيث أن الأجيال القديمة أقل اختلافاً في العنصرية والعرقية من أجيال طفرة المواليد، ويُظهر هذا الاختلاف السكاني العنصري الجذري ويُبقي استمرار نمو الفجوة الثقافية أيضا؛ لأن جيل طفرة المواليد يمتلك تعليماً عالياً ونسبة عالية من النساء في القوى العاملة اللواتي غالباً ما يشغلن أكثر المناصب المهنية والإدارية، وتنشأ هذه الفجوات الجيلية والثقافية الجذرية مشاكل التمييز المجتمعة ومشاكل الإنفاق أيضاً.

## الثغرات الجيلية

### الخمسينات،الستيناتوالسبعينات: مواليد مقابل الجيل القديم
عندما انتهت 'الأربيعينات وجاءت الخمسينات" بدأ ظهور تلك الفوارق الملحوظة بين المراهقين والآباء.من التحول من نظام المواعدة)الذهاب ثابت والزواج المبكر، وأصبح هو القاعدة، خلافا لنسبة "ويرجع تاريخها" الاتجاه الذي كان شائعا قبل الحرب)، إلى وسيلة جديدة التلفزيون كسب شعبية واسعة الانتشار، وغالبا ما تصور المراهقين الأحداث الجانحين.هؤلاء الأحاث كانوا يظهرون وهم يرتدون الملابس الجلدية السوداء والجينز البحث التي حددتها مارلون براندو في عام 1953 فيلم وايلد.انتشار اعتماد الروك اندرول ساعد أيضا التأكيد على الخلافات بين الآباء والمراهقين. وكان صوت موسيقى الروك، والإيقاعي، وحيوية. حتى مدير مكتب التحقيقات الاتحادي جيه ادغار هوفر دعا الموسيقى الجديد "التأثير المفسد"  هولدن Caulfield ، بطل 1951 دينار سالينغر 'sالرواية إن الماسك في راي ، هو تجسيد للالأدبية في سن المراهقة والقلق والمزيد من العزلة لتموين الكبار تصور من المتمردين المراهقين.
الحرب في جنوب شرق آسيا وصعود ثقافة مضادة الهيبيين في منتصف وأواخر 1960s مع تباين الآراء حول مشروع والمشاركة العسكرية في فيتنام وكذلك استخدام المخدرات مواضيع هامة للجيل فجوة في هذا العصر. وأصدق مثال على هذه الفجوة انه على الغلاف ستار مجلة جنون رقم 129 من قبل الفنان نورمان مينغو، المؤرخة في سبتمبر 1969، وأظهرت انقساما ألفريد E. نيومن، «القديمة» ألفريد على اليسار وهو يرتدي «بلدي: على خطأ ام على صواب» التلبيب الزر، و«الشباب» الشعر الطويل على حق الفرد مع «اصنع الحب لا الحرب» على زر، ويشمل البيان «درهم اتساع الفجوة بين الأجيال».

### الجيل Xوجيل جونز: الثمانينات
فإن السبعينات والثمانينات تتميز بأنها حقبة المتفشية مع إهمال الأطفال، كما يتضح من هذه الظاهرة باعتبارها المفتاح الاطفال. وتقع هذه الفترة ما بين الأسرة المنحى الخمسينات واالستينات و"بيبي على متن" الوالدية ركز عصر أواخر 1980s لهذا.

### التسعيناتوالألفية الثانية: جيل الطفرة السكانية وجيل جونز ضد الجنرال جيل ونعم Xers
في التسعينات والألفية الثانية، والاختلافات الثقافية بشأن ما ينبغي أن يكون المعيار الجنسية، فضلا عن تكنولوجيا جديدة، والخلافات السياسية، والسلوك في مكان العمل، سن الموافقة، سن المسؤولية، ونظام التعليم، وغيرها من المجالات السياسية والثقافية وقضايا الأجيال وأنتجت جيلا الفجوة بين الجيل X والطفل العامل والآباء، وجيل نعم وجونز جيل الآباء. ومع ذلك، فإن العديد من المواليد من هذا الجيل نشأ في أواخر الستينات (انظر أعلاه)، ويمكن أن تتواصل تلك الأجيال مع ذريتها بصورة أفضل من تواصلها بآبائهم .ومع ذلك، فإن عرض صور المراهقين في التلفزيون والقنوات الفضائية، مثل قناة أم تى في، تسبب في قلق الآباء ، والشعور بالعزلة بين المراهقين وصغار البالغين من هذا الجيل.